# 198년

## 연호
- 후한(後漢) 건안(建安) 3년

## 기년
- 후한(後漢) 헌제(獻帝) 10년
- 신라(新羅) 내해 이사금(奈解泥師今) 3년
- 고구려(高句麗) 산상왕(山上王) 2년
- 백제(百濟) 초고왕(肖古王) 33년

## 사건
- 음력 4월, 신라의 시조묘 앞의 넘어진 버드나무가 스스로 일어났다.
- 음력 5월, 신라 서쪽에 큰 물이 들어, 물난리를 만난 주현(州縣)에 1년간의 조세와 징발을 면해 주었다.
- 음력 7월, 신라, 관리를 보내, 위무(慰撫)하고 위문(慰問)하였다.

## 사망
- 유요
- 후한의 명장 여포

## 참고 문헌
- 김부식 (1145), 《삼국사기》 〈권2〉 내해 이사금 조(條)